# Antrodia daedaleiformis
Antrodia daedaleiformis är en svampart som först beskrevs av Henn., och fick sitt nu gällande namn av Leif Ryvarden 1980. Antrodia daedaleiformis ingår i släktet Antrodia och familjen Fomitopsidaceae.   Inga underarter finns listade i Catalogue of Life.